# 우마이

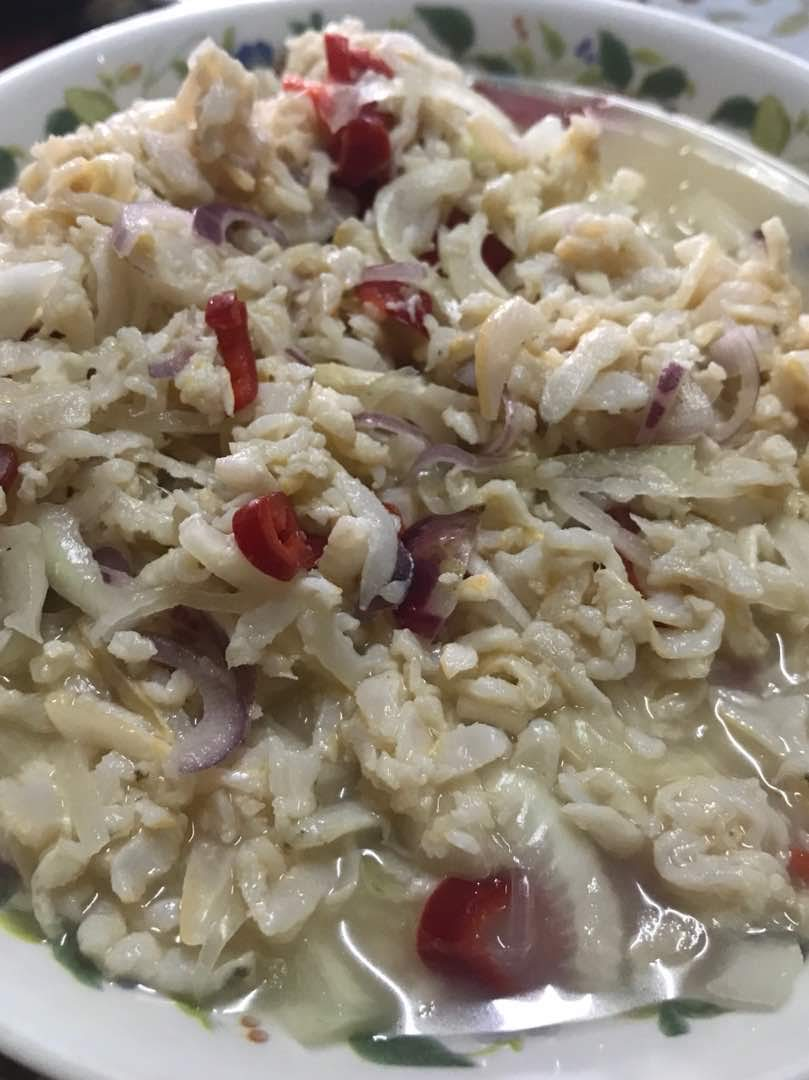

우마이(Umai)는 말레이시아 사라왁에 사는 멜라나우족의 인기 있는 전통 토속 요리로 어부들이 즐겨먹는 음식이다. 우마이는 양파, 고추, 식초, 소금, 라임즙을 섞은 날생선 요리이다.

## 말레이시아 기록부
2012년 달랏에서 열린 '아직도 기억하니?'('Masihkah Kau Ingat') 카니발 기간 동안 준비된 170.3m 우마이는 지금까지 준비된 "가장 긴 우마이"로 인증되었다.

## 같이 보기
- 세비체